# Глендейл (Аризона)
Гле́ндейл (англ. Glendale) — город в округе Марикопа, штат Аризона, США.
Глендейл граничит с Финиксом и входит в его агломерацию, известную как «Долина Солнца».
Город известен в США своим клубом Национальной футбольной лиги «Аризона Кардиналс». В феврале 2008 года Глендейл стал местом проведения Суперкубка XLII. 28 марта 2010 года город принял шоу WWE - Wrestlemania 26.

## История
В конце 1800-х годов Глендейл, штат Аризона, было полностью пустынным. Уильям Джон Мерфи, уроженец Нью-Хартфорда, штат Нью-Йорк, проживавший в городе Флагстафф на территории, известной тогда как Аризона, отвечал за строительство 40-мильного (64 км) Аризонского канала от Гранит-Рифа до Нью-Ривера для компании Arizona Canal Company. В 1885 году он завершил строительство канала, который должен был принести воду в пустынные земли. Мерфи был по уши в долгах, поскольку согласился платить акциями, облигациями и землей компании «Аризона канал» вместо наличных денег.

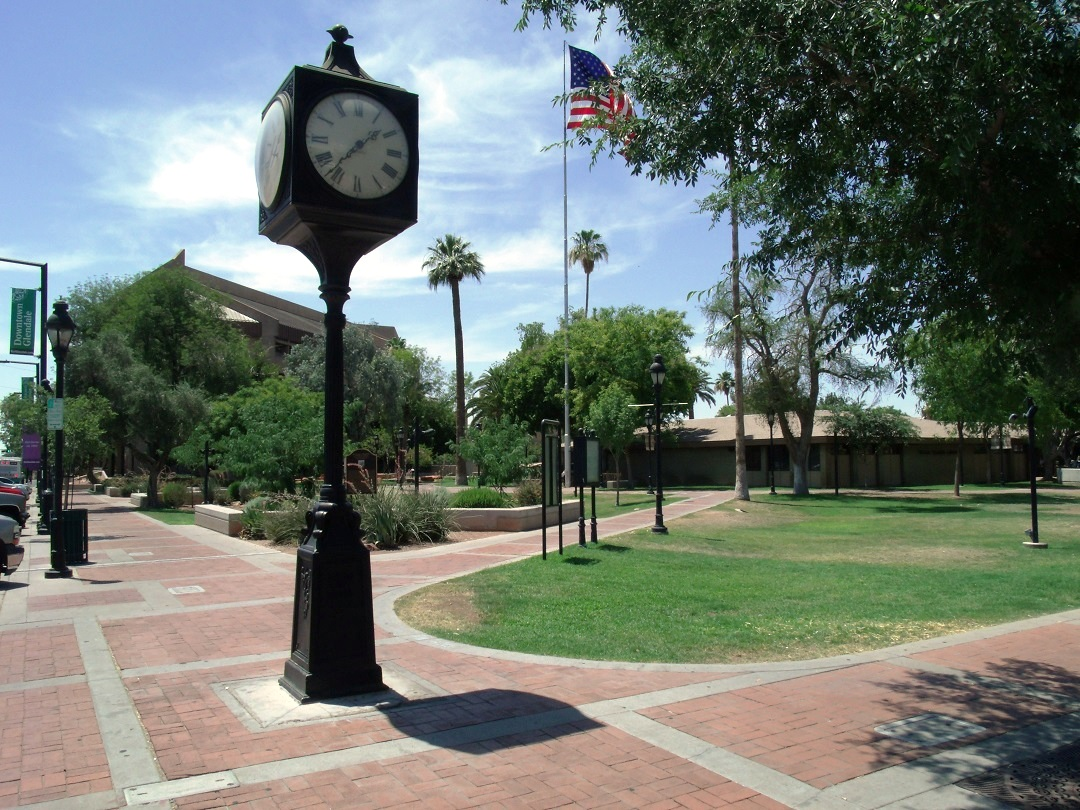
Мерфи-Парк

## Известные жители
- Роббинс, Марти — певец и участник автогонок NASCAR
- Рюсс, Нейт — основатель и вокалист американской инди-группы fun.
- Замуолт, Джейсон — актёр и актёр озвучивания, наиболее известный благодаря телесериалу Рино 911! и видеоигре Grand Theft Auto IV
- Джордан Капри Jordan Capri, модель, пионер социальных сетей
- Гарт, Дженни — актриса, исполнительница одной из главных ролей в телесериале Беверли-Хиллз, 90210
- Job for a Cowboy — метал-группа из Глендейла

## Города-побратимы
- Мемминген